# Panait Sîrbu
Panait Sîrbu (n. 14 octombrie 1914, Pogoanele, România – d. februarie 1983, București, România) a fost un medic ginecolog și obstetrician român, cunoscut pentru contribuțiile sale în domeniul obstetricii și ginecologiei. Și-a desfășurat activitatea profesională în principal la Spitalul Clinic de Obstetrică-Ginecologie „Prof. Dr. Panait Sîrbu” din București, care îi poartă numele în semn de recunoaștere a meritelor sale.

## Biografie

### Tinerețe și educație
Născut la 18 aprilie 1914, în localitatea Pogoanele, județul Buzău, Panait Sîrbu a urmat studiile de medicină și a devenit unul dintre cei mai respectați specialiști în obstetrică și ginecologie din România.

### Cariera profesională
A lucrat și a avut o contribuție semnificativă la Spitalul Clinic de Obstetrică-Ginecologie „Prof. Dr. Panait Sîrbu” din București, devenind director al acestui spital între anii 1969 și 1983.
În 1967 a obținut titlul de conferențiar, iar în 1969 pe cel de profesor al Facultății de Medicină din București.
Profesorul Panait Sîrbu este recunoscut pentru expertiza sa în domeniul obstetricii și ginecologiei, fiind un mentor pentru multe generații de medici. A fost vicepreședinte al Federației Internaționale de Obstetrică și Ginecologie⁠(d) (FIGO).

## Lucrări publicate
- Panait Sirbu, I. Chiricuță, A. Pandele (1957). Chirurgia ginecologică. 2 volume. București: Editura Medicală.
- Panait Sirbu (1971). Chirurgia funcțională a uterului. București: Editura Medicală.
- Panait Sirbu (coord.) (1977). Anestezie. Reanimare în obstetrică și ginecologie. București: Editura Științifică și Enciclopedică.
- Panait Sirbu, Ion Chiricuță, Anastasie Pandele, Dan Setlacec (1981). Chirurgia ginecologică. 2 volume. București: Editura Medicală.

## Premii și recunoașteri
- Spitalul Clinic de Obstetrică-Ginecologie din București a fost redenumit în 1990: Spitalul Clinic de Obstetrică și Ginecologie „Prof. Dr. Panait Sîrbu”, recunoscându-se astfel impactul major al profesorului Panait Sîrbu în acest domeniu.[1][2]

## Moștenire
Prof. Dr. Panait Sîrbu a lăsat o moștenire importantă în domeniul medical din România, prin munca sa dedicată și prin formarea profesională a numeroși medici.
Pentru mai multe detalii și pentru a asigura acuratețea informațiilor, ar fi util să consulți surse de încredere, cum ar fi articole științifice, interviuri, sau alte documente care să ofere informații detaliate despre viața și cariera sa.